# Belgie na Letních olympijských hrách 1912
Belgie se účastnila Letní olympiády 1912 ve švédském Stockholmu. Zastupovalo ji 36 sportovců (35 mužů a 1 žena) v 9 sportech.

## Medailisté
| Medaile | Jméno | Sport      | Soutěž                        |
| ------- | --- | ---------- | ----------------------------- |
| Zlato   | Paul Anspach | Šerm       | Muži kord - jednotlivci       |
| Zlato   | Paul Anspach Henri Anspach Robert Hennet Orphile de Montigny Jacques Ochs François Rom Gaston Salmon Victor Willems | Šerm       | Družstvo mužů kord            |
| Stříbro | Polydore Veirman | Veslování  | Muži skif                     |
| Bronz   | Emmanuel de Blommaert                                                                                               | Jezdectví  | Jednotlivci parkurové skákání |
| Bronz   | Družstvo mužů | Vodní pólo | Turnaj mužů                   |
| Bronz   | Philippe le Hardy                                                                                                   | Šerm       | Muži kord                     |